# نازوانگا

نازوانگا شهری در شهرستان نانورو در استان بولکیمده در بورکینافاسوی غربی مرکزی است جمعیت آن ۴۵۸۳ نفر است.